# Asplenium leptophyllum
Asplenium leptophyllum là một loài dương xỉ trong họ Aspleniaceae. Loài này được Sw. mô tả khoa học đầu tiên năm 1791.
Danh pháp khoa học của loài này chưa được làm sáng tỏ. 

## Hình ảnh

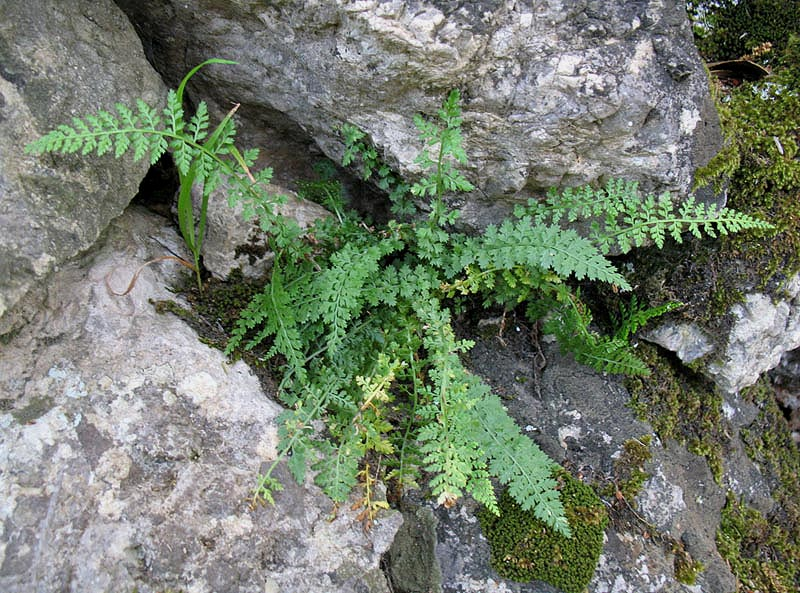